# Valentin Mihăilă
Valentin Mihai Mihăilă (ur. 2 lutego 2000 w Târgoviște) – rumuński piłkarz, grający na pozycji lewego pomocnika we włoskim klubie Parma oraz w reprezentacji Rumunii. Uczestnik Mistrzostw Europy 2024.

## Kariera piłkarska
Swoją karierę piłkarską Mihăilă rozpoczął w 2012 roku w klubie Viitorul Știința Krajowa. W 2015 roku podjął treningi w Universitatei Krajowa. W 2018 roku został zawodnikiem pierwszego zespołu. 29 lipca 2018 zadebiutował w nim w przegranym 0:1 wyjazdowym meczu pierwszej ligi rumuńskiej z Sepsi Sfântu Gheorghe. Z kolei 19 kwietnia 2019 strzelił pierwszego gola w lidze, w zwycięskim 1:0 wyjazdowym meczu z Astrą Giurgiu. W sezonie 2019/2020 wywalczył z Universitateą wicemistrzostwo Rumunii.
Latem 2020 Mihăilă przeszedł za kwotę 8 milionów euro do Parmy Calcio 1913. W jej barwach zadebiutował 3 stycznia 2021 w przegranym 0:3 domowym meczu z Torino FC. Swoją pierwszą bramkę w Serie A strzelił 7 marca 2021 w wyjazdowym meczu z Fiorentiną.
| Sezon   | Klub                  | Kraj    | Rozgrywki | Mecze | Gole |
| ------- | --------------------- | ------- | --------- | ----- | ---- |
| 2018/19 | Universitatea Krajowa | Rumunia | Liga I    | 29    | 1    |
| 2019/20 | Universitatea Krajowa | Rumunia | Liga I    | 27    | 7    |
| 2020/21 | Universitatea Krajowa | Rumunia | Liga I    | 5     | 0    |

## Kariera reprezentacyjna
Mihăilă grał w młodzieżowych reprezentacjach Rumunii na różnych szczeblach wiekowych – U-19 i U-21. W reprezentacji Rumunii zadebiutował 25 marca 2021 w wygranym 3:2 meczu eliminacji do MŚ 2022 z Macedonią Północną, rozegranym w Bukareszcie. W 14. minucie tego meczu zmienił Florinela Comana, a w 50. minucie strzelił pierwszego gola w kadrze narodowej.